# Жеребков, Алексей Владимирович
Алексей Владимирович Жеребков (род. 22 февраля 1967 года) — советский, российский и казахстанский игрок в хоккей с мячом, полузащитник, тренер, мастер спорта СССР (1987), мастер спорта международного класса Республики Казахстан (2003). Главный тренер хоккейного клуба «Уральский трубник» с марта 2023 года.

## Карьера

### Клубная
Заниматься хоккеем с мячом начал в 1974 году в Полевском (Свердловская область) в детской команде «Юность», с 1980 года — в детской команде нижнетагильского «Строителя», где его наставником стал Александр Пузырёв, в дальнейшем тренировавший «Дальсельмаш» (1981–1983, 1984–1986).
Игровую карьеру начал в 1984 году в составе биробиджанского «Дальсельмаша», представляющего первую лигу чемпионата СССР, выступая за команду два сезона.
С 1986 по 1994 год был игроком хабаровского СКА. В составе команды становится серебряным (1989) и бронзовым призёром (1988) чемпионатов СССР, обладателем Кубка СССР (1988). В 1993 году вошёл в число 22-х лучших игроков сезона.
С 1994 по 1999 год выступал за СКА (Екатеринбург).
Сезон 1999/2000 провёл в составе «Уральского трубника».
В 2000—2004 годах вновь играет за клуб из Хабаровска, выступая за «СКА-Нефтяник», побеждая в 2002 и 2004 годах в Кубке России.
Капитан СКА/«СКА-Нефтяника» с 1991 по 1994, с 2001 по 2003 год.
Сезон 2004/05 провёл в ульяновской «Волге».
В сезоне 2005/06 вновь был игроком «Уральского трубника».
С 2006 по 2008 год был играющим тренером второй команды «Уральского трубника», принимающей участие в первенстве России среди команд первой лиги.

### Сборная Казахстана
В составе сборной Казахстана принял участие в чемпионате мира 2003 года, на котором становится бронзовым призёром турнира.

### Тренерская карьера
В 2006 году вошёл в тренерский штаб «Уральского трубника», в котором до 2012 года был в должности старшего тренера команды.
В апреле 2012 года назначен главным тренером «Уральского трубника». В 2019 году приводит команду к наилучшему результату «Уральского трубника» в чемпионатах страны — бронзовым медалям чемпионата России. В 2017 и 2019 годах команда выходит в плей-офф (четвертьфинал) Кубка мира. В апреле 2021 года по истечении срока контракта покинул «Уральский трубник».
В апреле 2021 года возглавил новосибирский «Сибсельмаш», работая с командой в двух следующих сезонах.
В марте 2023 года вновь назначен главным тренером «Уральского трубника», сменив на своём посту Олега Хайдарова.
Входил в тренерский штаб юниорской сборной России, которая победила в первенстве мира 2014 года.

## Образование
Окончил Хабаровский государственный институт физической культуры.

## Достижения

### В качестве игрока
СКА (Хабаровск)/«СКА-Нефтяник»
 Серебряный призёр чемпионата СССР: 1988/89 

 Бронзовый призёр чемпионата СССР: 1987/88 

 Обладатель Кубка СССР: 1988 

 Обладатель Кубка России (2): 2002, 2004 

 Финалист Кубка России: 2003 

 Серебряный призёр чемпионата России по мини-хоккею: 2001
СКА (Екатеринбург)
 Финалист Кубка России: 1995 

 Финалист Кубка европейских чемпионов: 1994 

 Чемпион России по мини-хоккею: 1996 

 Бронзовый призёр чемпионата России по мини-хоккею: 1995
Сборная Казахстана
 Бронзовый призёр чемпионата мира: 2003
Личные
- В списке 22-х лучших игроков сезона: 1993

### В качестве тренера
«Уральский трубник»
 Бронзовый призёр чемпионата России: 2018/19 

 Победитель международного турнира Кубок ЭксТе: 2017

### Комментарии
1. ↑  Количество игр и голов за клуб(ы) в высшем дивизионе чемпионатов СССР/СНГ/России
2. ↑  Результативные передачи